# Ayuntamiento de Huesca
El Ayuntamiento de Huesca es la institución que se encarga de gobernar el municipio de Huesca, capital de la provincia homónima y de su comarca la Hoya de Huesca, en la comunidad autónoma de Aragón, España.
El Ayuntamiento está liderado por el alcalde, el cual es elegido democráticamente desde 1979. En la actualidad ese cargo lo ostenta Lorena Orduna Pons, perteneciente al Partido Popular. 
En las elecciones municipales de 2011 el ayuntamiento aumentó de 21 a 25 concejales por superar la ciudad los 50 000 habitantes.

## Sede
El edificio del Ayuntamiento se halla en la céntrica plaza de la Catedral enfrente de la propia catedral.
Es un edificio construido en el siglo XVI, sobre el solar del antiguo edificio del concejo municipal. Posteriormente entre los años 1569 y 1571, debido a su lamentable estado se realizó una intervención urgente, llevada a cabo por Miguel Altué. Más tarde, en 1577, el mismo maestro acometió una reforma integral de la casa, dando como resultado el Patio y Salón de Sesiones actuales. Pasados unos cuarenta años se decidió dotar al edificio de una fachada digna de las reformas internas acometidas.

## Alcaldes
| Periodo   | Nombre                                                           | Partido                                     |
| --------- | ---------------------------------------------------------------- | ------------------------------------------- |
| 1979-1983 | José Antonio Llanas Almudévar                                    | Unión de Centro Democrático (UCD)           |
| 1983-1987 | Enrique Sánchez Carrasco                                         | Partido Socialista Obrero Español (PSOE)    |
| 1987-1991 | Enrique Sánchez Carrasco                                         | Partido Socialista Obrero Español (PSOE)    |
| 1991-1995 | Enrique Sánchez Carrasco                                         | Partido Socialista Obrero Español (PSOE)    |
| 1995-1999 | Luis Acín Boned (1995-1997) José Luis Rubió Gracia (1997-1999)   | Partido Aragonés (PAR) Partido Popular (PP) |
| 1999-2003 | Fernando Elboj Broto                                             | Partido Socialista Obrero Español (PSOE)    |
| 2003-2007 | Fernando Elboj Broto                                             | Partido Socialista Obrero Español (PSOE)    |
| 2007-2011 | Fernando Elboj Broto (2007-2010) Luis Felipe Serrate (2010-2011) | Partido Socialista Obrero Español (PSOE)    |
| 2011-2015 | Ana Isabel Alós López                                            | Partido Popular (PP)                        |
| 2015-2019 | Luis Felipe Serrate                                              | Partido Socialista Obrero Español (PSOE)    |
| 2019-2023 | Luis Felipe Serrate                                              | Partido Socialista Obrero Español (PSOE)    |
| 2023-act. | Lorena Orduna                                                    | Partido Popular (PP)                        |

## Historia
El equipo de gobierno del Ayuntamiento de Huesca está formado por 25 concejales elegidos por sufragio universal. La máxima autoridad es la alcaldesa de Huesca, Lorena Orduna (PP), con un gobierno local compuesto únicamente por ediles del grupo municipal del PP.
La corporación municipal está formada por PP (12 concejales), PSOE (10) y Vox (3).
A las elecciones locales de 2019 se presentaron nueve candidaturas, de las cuales obtuvieron representación cinco: Los partidos Cs, PP y Vox llegaron a un acuerdo para investir a la candidata del Partido Popular y cabeza de lista, Ana Alós, puesto que la suma de sus grupos municipales alcanzaba la mayoría absoluta (13 de 25). El 15 de junio de 2019, día de la composición de la corporación municipal, se procedió a realizar la votación para la investidura, que se realizó mediante voto secreto. En el recuento, se contabilizó un voto en blanco, alcanzando los votos a favor de la candidata del PP sólo la cifra de 12 papeletas, inferior a la mayoría absoluta. Ante este empate se procedió a la investidura como alcalde del candidato del PSOE-Aragón, Luis Felipe Serrate, puesto que la lista que encabezaba había sido la más votada.

## Pleno
| Partido político    | Partido político                                                    | 1979   | 1983   | 1987   | 1991   | 1995   | 1999   | 2003   | 2007   | 2011   | 2015    |
| Partido político    | Partido político                                                    | Ediles | Ediles | Ediles | Ediles | Ediles | Ediles | Ediles | Ediles | Ediles | Ediles  |
|                     | Alianza Popular (AP)-Partido Popular (PP)                           | —      | 9      | 5      | 5      | 7      | 7      | 6      | 7      | 11     | 9       |
|                     | Partido Socialista Obrero Español (PSOE)                            | 7      | 11     | 10     | 8      | 5      | 7      | 12     | 9      | 9      | 8       |
|                     | Cambiar Huesca                                                      | —      | —      | —      | —      | —      | —      | —      | —      | —      | 4       |
|                     | Ciudadanos (CS)                                                     | —      | —      | —      | —      | —      | —      | —      | —      | —      | 2       |
|                     | Aragón Sí Puede                                                     | —      | —      | —      | —      | —      | —      | —      | —      | —      | 2       |
|                     | Partido Aragonés (PAR)                                              | —      | 1      | 4      | 5      | 6      | 3      | 1      | 2      | 2      | 0       |
|                     | Chunta Aragonesista (CHA)                                           | —      | —      | 0      | 0      | 1      | 3      | 2      | 2      | 2      | 0       |
|                     | Partido Comunista de España (PCE)-Izquierda Unida (IU)              | 1      | 0      | 0      | 2      | 2      | 1      | 0      | 1      | 1      | Cambiar |
|                     | Unión Progreso y Democracia (UPyD)                                  | —      | —      | —      | —      | —      | —      | —      | —      | 0      | 0       |
|                     | Escaños en blanco (EB)                                              | —      | —      | —      | —      | —      | —      | —      | —      | —      | 0       |
|                     | Alternativa Española (AE)                                           | —      | —      | —      | —      | —      | —      | —      | —      | 0      | —       |
|                     | Unificación Comunista de España (UCE)                               | —      | —      | —      | —      | —      | —      | —      | —      | 0      | —       |
|                     | Partido Familia y Vida (PFyV)                                       | —      | —      | —      | —      | —      | —      | 0      | 0      | —      | —       |
|                     | Iniciativa Aragonesa (IA)                                           | —      | —      | —      | —      | —      | —      | 0      | —      | —      | —       |
|                     | Agrupación Regeneracionista del Territorio Altoaragonés (ARTA)      | —      | —      | —      | —      | —      | 0      | —      | —      | —      | —       |
|                     | Partido Humanista (PH)                                              | —      | —      | 0      | —      | —      | 0      | —      | —      | —      | —       |
|                     | Plataforma de los Independientes de España (PIE)                    | —      | —      | —      | —      | 0      | —      | —      | —      | —      | —       |
|                     | Unión de Centro Democrático (UCD)-Centro Democrático y Social (CDS) | 10     | 0      | 2      | 1      | —      | —      | —      | —      | —      | —       |
|                     | Partido Demócrata Popular (PDP)                                     | —      | —      | 0      | —      | —      | —      | —      | —      | —      | —       |
|                     | Partido de los Trabajadores de España-Unidad Comunista (PTE-UC)     | —      | —      | 0      | —      | —      | —      | —      | —      | —      | —       |
|                     | Unidad Popular Republicana (UPR)                                    | —      | —      | 0      | —      | —      | —      | —      | —      | —      | —       |
|                     | Partido Demócrata Liberal (PDL)                                     | —      | 0      | —      | —      | —      | —      | —      | —      | —      | —       |
|                     | Independientes                                                      | 2      | —      | —      | —      | —      | —      | —      | —      | —      | —       |
|                     | Movimiento Comunista de Aragón (MCA)                                | 1      | —      | —      | —      | —      | —      | —      | —      | —      | —       |
|                     | Izquierda Republicana (IR)                                          | 0      | —      | —      | —      | —      | —      | —      | —      | —      | —       |
|                     | Partido del Trabajo Aragonés (PTA)                                  | 0      | —      | —      | —      | —      | —      | —      | —      | —      | —       |
| Total de concejales | Total de concejales                                                 | 21     | 21     | 21     | 21     | 21     | 21     | 21     | 21     | 25     | 25      |

## Resultados electorales
| Partido político                           | 2023  | 2023  | 2023       | 2019  | 2019  | 2019       | 2015  | 2015  | 2015       | 2011 | 2011  | 2011       | 2007 | 2007  | 2007       |
| Partido político                           | Votos | %     | Concejales | Votos | %     | Concejales | Votos | %     | Concejales | %    | Votos | Concejales | %    | Votos | Concejales |
| Partido Popular (PP)                       | 8841  | 36,07 | 12         | 7463  | 29,80 | 9          | 7586  | 30,96 | 9          | 9164 | 38,06 | 11         | 7459 | 32,19 | 7          |
| Partido Socialista Obrero Español (PSOE)   | 6938  | 28,31 | 10         | 8355  | 33,37 | 10         | 6101  | 24,90 | 8          | 7583 | 31,15 | 9          | 8907 | 38,44 | 9          |
| Vox                                        | 2581  | 10,53 | 3          | 1310  | 5,23  | 1          | —     | —     | —          | —    | —     | —          | —    | —     | —          |
| Podemos-Equo-Aragón Sí Puede               | 1149  | 4,68  | 0          | 2134  | 8,52  | 2          | 2145  | 8,76  | 2          | —    | —     | —          | —    | —     | —          |
| Cambiar-Izquierda Unida-Los Verdes (IU-LV) | 1098  | 4,48  | 0          | 1119  | 4,46  | 0          | 3336  | 13,62 | 4          | 1558 | 6,47  | 1          | 1338 | 5,77  | 1          |
| Chunta Aragonesista (CHA)                  | 1088  | 4,44  | 0          | 803   | 3,21  | 0          | 1022  | 4,17  | 0          | 1632 | 6,78  | 2          | 2092 | 9,03  | 2          |
| Partido Aragonés (PAR)                     | 543   | 2,22  | 0          | 809   | 3,23  | 0          | 1044  | 4,26  | 0          | 1653 | 6,87  | 2          | 1906 | 8,23  | 2          |
| Ciudadanos (CS)                            | 454   | 1,85  | 0          | 2701  | 10,79 | 3          | 2242  | 9,15  | 2          | —    | —     | —          | —    | —     | —          |

## Evolución de la deuda viva municipal
El concepto de deuda viva contempla sólo las deudas con cajas y bancos relativas a créditos financieros, valores de renta fija y préstamos o créditos transferidos a terceros, excluyéndose, por tanto, la deuda comercial.
| Gráfica de evolución de la deuda viva del Ayuntamiento entre 2008 y 2023                         |
|                                                                                                  |
| Deuda viva del Ayuntamiento de Huesca, en miles de euros, según datos del Ministerio de Hacienda |